# Sticky Factor
Sticky Factor (также Stickiness Factor) — рекламная метрика, применяемая в интернет-маркетинге, которая показывает степень лояльности и вовлеченности аудитории. Представляет собой отношение среднестатистического числа уникальных пользователей в течение дня к числу уникальных пользователей в течение недели или месяца. 

## Область применения
Sticky Factor показывает привлекательность проекта с точки зрения монетизации - чем выше вовлечённость пользователей, тем выше лояльность пользователей к нему.
Кроме того, Sticky Factor является одним из факторов ранжирования в магазинах приложений Apple App Store и Google Play.

## Формула расчета
{\displaystyle {\text{Sticky Factor (за неделю)}}={\frac {\text{DAU}}{\text{WAU}}}*100\%}
{\displaystyle {\text{Sticky Factor (за месяц)}}={\frac {\text{DAU}}{\text{MAU}}}*100\%}
, где DAU (Daily Active Users) - среднестатистическое число уникальных ежедневных пользователей, WAU (Weekly Active Users) и MAU (Monthly Active Users) - среднестатистическое число уникальных пользователей за неделю и месяц соответственно.

## Пример расчета
Допустим, у мобильного приложения MAU за месяц составил 1000, а DAU - 200. Показатель Sticky Factor будет рассчитываться следующим образом:
- Sticky Factor = (200 ÷ 1 000) * 100% = 20%

Нормальным, например для игр, считается показатель Sticky Factor порядка 18%. (источник https://app2top.ru/marketing/devtodev-regulyarnost-vhodov-vazhnejshij-pokazatel-monetizatsii-igry-55693.html)